# Halo 4
A Halo 4 egy Xbox 360 exkluzív, first-person-shooter videójáték, és a nyolcadik cím a Halo sorozatban. A Halo 4 az új, "Reclaimer Trilogy"-nak nevezett Halo játék-trilógia első része. A Halo 4-et a korábbi játékokkal ellentétben nem a Bungie, hanem a Microsoft leányvállalata, a 343 Industries fejleszti. A játék 4 évvel a Halo 3 eseményei után játszódik, és a történet központjában ismét John-117 -Master Chief- és Cortana kalandjai állnak.
A játékot hivatalosan 2011 júniusában, az E3-on jelentették be, a Halo Combat Evolved Anniversary-val együtt. A játék 2012. november 6-án debütált világszerte.